# 진 (남조)

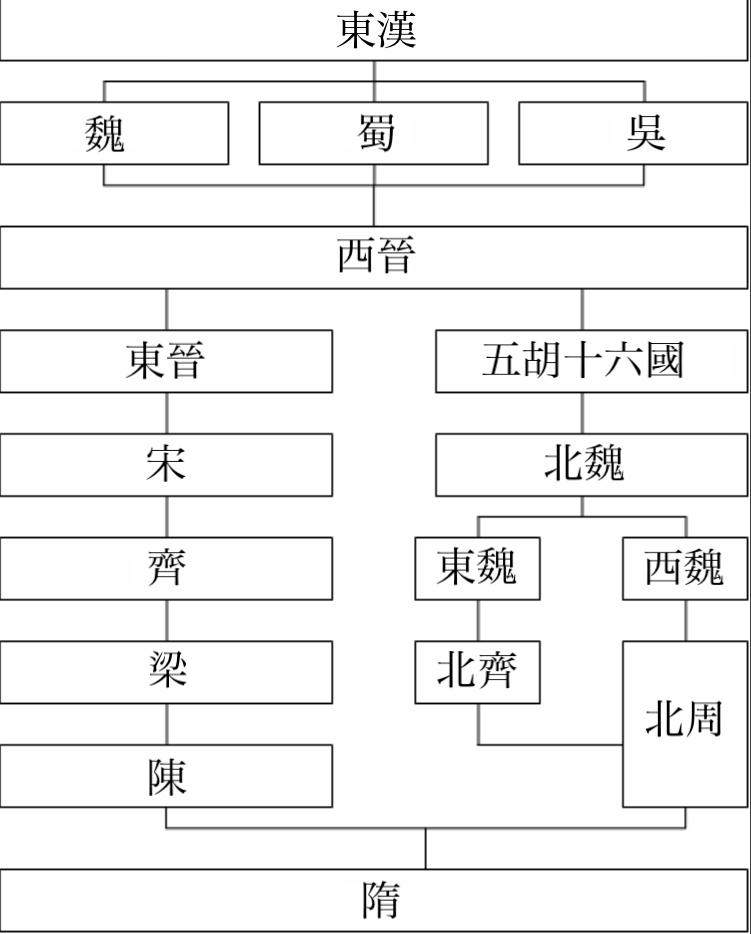
위진 남북조 왕조들의 계통도

진(陳, 557년 ~ 589년)은 중국 남북조 시대 강남 지방에 건국된 남조 최후의 왕조이다. 남진(南陳)이라고도 한다.

## 역사
진나라를 건국한 진패선은 미천한 가문의 군인 출신으로 후경의 난에 유능한 지휘관으로 난을 진압하고, 원제의 휘하에서 무공을 세웠다. 북제에게 동조한 소연명을 제위에 올린 동료 왕승변을 타도하고 경제를 추대하였으나, 이후 경제의 선양을 받아 스스로 제위에 올랐다.
그러나 한수 유역과 익주 일대는 서위를 이은 북주에게 빼앗겼고, 거기에 장강 중하류를 사이에 두고 공방전을 벌였다. 사실상 양나라 때에 비해 영토가 크게 축소하여 남조 왕조 중 가장 국력이 약소했다.
진패선은 왕승변의 부장과 강남의 토호의 반란을 평정하다 죽고, 형 시흥왕 진도담의 아들 문제가 제위를 물려받아 영주를 확보하고, 북주를 비롯한 북제·후량 등과 대치했다. 문제는 내정에 전념하여 국내를 안정시켰다.
문제의 아들 임해왕 때 북주·후량과 내통한 화교의 난을 평정했으나, 실권을 장악한 숙부 진욱이 그를 폐위하고 즉위하여(제4대 선제) 국력의 차이를 생각하지 않고 575년 명장 오명철을 시켜 북제를 공격해, 숙적 왕림을 죽이고 수양을 빼앗아 장강 이북으로까지 영토를 넓혔다.
이때 북제를 병합한 북주가 진나라를 공격하려 했지만 정권이 교체되면서 수나라가 이를 대신한다. 문제는 재빨리 남정을 계획하였고, 그동안 진나라는 후주가 즉위해 사치와 향략을 일삼아 국력이 피폐했다. 수나라 진왕 양광을 총지휘관으로, 하약필·한금호를 선봉으로 강을 건너 진나라의 수도 건강을 함락시키고 진나라를 멸망시켰다. 이로써 400년에 걸쳐 분열되었던 위진남북조시대가 종결되고 중국은 통일되었다.
진나라는 남조 귀족제가 후경의 난을 거치며 해체되어 무제 때 중서통사사인(中書通事舍人) 채경력같은 한문(寒門) 출신들이 군주의 뜻을 받들어 국정을 담당했다. 후주도 시문경·심용경 등의 한문 출신을 측근으로 기용하고 국가의 주석이었던 무장 노광달·소마하·임충 등을 멀리했기에 문무 해체가 된 나라는 멸망하게 된 것이다. 다만 후주의 시대는 문화가 융성하여 문학에 강총·서릉 등이 있었고, 불교도 문무관료에게 신앙받았다. 나라가 멸망할 때 호구 50만, 인구 200만 명이었다. 이후 육조 문화에 근간을 둔 수나라·당나라의 문화에도 많은 영향을 주었다.
565년 진나라는 사신 유사(劉思)와 승려 명관(明觀)을 신라로 보내 예방하고, 불교 경론(經論) 1천7백여 권을 보내주었다. 566년·567년·568년·570년·571년에 신라는 진나라에 사신을 보내 토산물을 바쳤다.

## 역대 황제
| 대수  | 묘호                            | 시호                             | 성명            | 연호                                              | 재위기간      | 능호               |
| ----- | ------------------------------- | -------------------------------- | --------------- | ------------------------------------------------- | ------------- | ------------------ |
| -     | 진 태조 (陳太祖) (진 무제 추숭) | 경황제 (景皇帝)                  | 진문찬 (陳文讚) | -                                                 | -             | -                  |
| 제1대 | 진 고조 (陳高祖)                | 무황제 (武皇帝)                  | 진패선 (陳覇先) | 영정(永定)557년 ~ 559년                           | 557년 ~ 559년 | 만안릉(萬安陵)     |
| 제2대 | 진 세조 (陳世祖)                | 문황제 (文皇帝)                  | 진천 (陳蒨)     | 천가(天嘉) 560년 ~ 566년 천강(天康) 566년         | 559년 ~ 566년 | 영녕릉(永寧陵)     |
| 제3대 | -                               | 폐황제 (廢皇帝) (임해왕(臨海王)) | 진백종 (陳伯宗) | 광대(光大) 567년 ~ 568년                          | 566년 ~ 568년 | 임해왕묘(臨海王墓) |
| 제4대 | 진 고종 (陳高宗)                | 효선황제 (孝宣皇帝)              | 진욱 (陳頊)     | 태건(太建) 569년 ~ 582년                          | 569년 ~ 582년 | 현녕릉(顯寧陵)     |
| 제5대 | -                               | 후주 (後主) (장성양공(長城煬公)) | 진숙보 (陳叔寶) | 지덕(至德) 583년 ~ 586년 정명(禎明) 587년 ~ 589년 | 582년 ~ 589년 | -                  |

## 같이 보기
- 진 (규성)
- 쩐 왕조
- 진한 (중국)
- 수나라
- 당나라